# Giovanni Battista Paganuzzi
Giovanni Battista Paganuzzi (Venezia, 3 marzo 1841 – Venezia, 23 giugno 1923) è stato un avvocato e politico italiano.

## Biografia

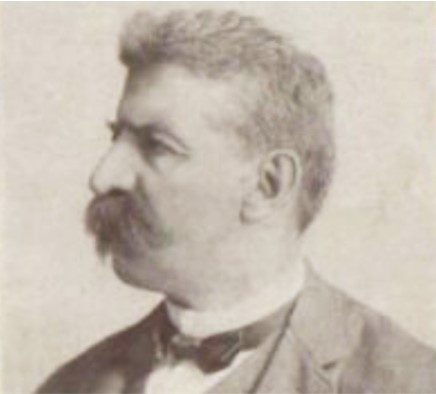
Giovanni Battista Paganuzzi

Secondogenito di una famiglia aristocratica di origini bolognesi, si laureò in giurisprudenza all'Università di Padova nel 1865. Nell'esercizio dell'attività forense, assunse la difesa di don Davide Albertario, direttore dell'Osservatore Cattolico, accusato di aver diffamato l'abate di idee liberali Antonio Stoppani.
Dal 1881 e fino al 1920, fu consigliere comunale e provinciale di Venezia; in tale ruolo, osteggiò i socialisti, appoggiando l'alleanza fra cattolici e conservatori.

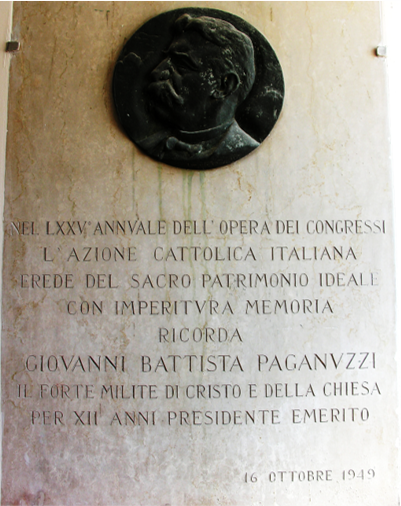
Lapide ricordo di Giovanni Battista Paganuzzi, murata nell'atrio di Palazzo Bellavite

Esponente dell'intransigentismo cattolico, avverso allo Stato liberale, nel 1878 fu eletto vicepresidente dell'Opera dei Congressi e, nel 1889, ne assunse la presidenza. Mantenne la carica per tredici anni fino al 1902, quando fu sostituito da Giovanni Grosoli Pironi.
Iscritto nel 1919 al Partito Popolare Italiano, aderì all'«ala destra», favorevole al nascente movimento fascista, in polemica con le posizioni di don Luigi Sturzo.
Si spense a Venezia, a ottantadue anni, nel giugno del 1923.

## Opere
- I congressi cattolici in Italia. Discorso inaugurale pronunziato il 21 ottobre 1890 al congresso di Lodi dall'avvocato G. B. Paganuzzi, Venezia, Tipografia della Difesa, 1890.
- Discorso di chiusura al Congresso cattolico di Ferrara, Breganze, Tip. Della Riscossa, 1899.
- I discorsi di Gianbattista Paganuzzi, a cura di Mons. Francesco Olgiati, Milano, Ghirlanda, 1926.